# Liste der Baudenkmäler im Wuppertaler Wohnquartier Küllenhahn
Die Liste der Baudenkmäler im Wuppertaler Wohnquartier Küllenhahn enthält die denkmalgeschützten Bauwerke auf dem Gebiet von Wuppertal-Küllenhahn in Nordrhein-Westfalen (Stand: November 2011). Diese Baudenkmäler sind in der Denkmalliste der Stadt Wuppertal eingetragen; Grundlage für die Aufnahme ist das Denkmalschutzgesetz Nordrhein-Westfalen (DSchG NRW).

## Auszug aus der Denkmalliste

### Eingetragene Baudenkmäler
| Bild                                               | Bezeichnung                                        | Lage                                     | Beschreibung | Bauzeit                              | Eingetragen seit  | Denkmal- nummer |
| -------------------------------------------------- | -------------------------------------------------- | ---------------------------------------- | --- | ------------------------------------ | ----------------- | --------------- |
| weitere Bilder                                     | Wohnhaus mit Gaststätte                            | Küllenhahn Küllenhahner Straße 199 Karte | | vor 1866                             | 30. August 1990   | 1811            |
| weitere Bilder                                     | Wohnhaus                                           | Küllenhahn Küllenhahner Straße 201 Karte | | um 1800                              | 9. November 1988  | 1504            |
| weitere Bilder                                     | Wohnhaus                                           | Küllenhahn Küllenhahner Straße 203 Karte | | um 1800                              | 7. Juli 1988      | 1418            |
| weitere Bilder                                     | Wohnhaus                                           | Küllenhahn Küllenhahner Straße 211 Karte | | drittes Drittel des 19. Jahrhunderts | 7. August 1996    | 3974            |
| weitere Bilder                                     | Wohnhaus                                           | Küllenhahn Küllenhahner Straße 217 Karte | eine bauliche Einheit mit Küllenhahner Straße 219 | zwischen 1825 und 1870               | 29. April 1992    | 2193            |
| weitere Bilder                                     | Wohnhaus                                           | Küllenhahn Küllenhahner Straße 219 Karte | eine bauliche Einheit mit Küllenhahner Straße 217. Im Mai 2018 ist die Adresse Küllenhahner Straße 219 nicht mehr auffindbar. Es gibt nur noch die Eingangstür zu Nr. 217 auf der Mitte der Südseite des ehemaligen Doppelhauses. | zwischen 1825 und 1870               | 29. April 1992    | 2193            |
| weitere Bilder                                     | Wohnhaus                                           | Küllenhahn Küllenhahner Straße 221 Karte | | drittes Drittel des 19. Jahrhunderts | 8. Juli 1996      | 3960            |
| weitere Bilder                                     | Wohnhaus                                           | Küllenhahn Küllenhahner Straße 228 Karte | eine bauliche Einheit mit Küllenhahner Straße 230 | Anfang des 19. Jahrhunderts          | 15. Juli 1992     | 2320            |
| weitere Bilder                                     | Wohnhaus                                           | Küllenhahn Küllenhahner Straße 230 Karte | eine bauliche Einheit mit Küllenhahner Straße 228 | Anfang des 19. Jahrhunderts          | 15. Juli 1992     | 2320            |
| weitere Bilder                                     | Wohnhaus                                           | Küllenhahn Küllenhahner Straße 232 Karte | eine bauliche Einheit mit Küllenhahner Straße 234 | 1. Hälfte des 19. Jahrhunderts       | 5. Juni 1985      | 508             |
| weitere Bilder                                     | Wohnhaus                                           | Küllenhahn Küllenhahner Straße 234 Karte | eine bauliche Einheit mit Küllenhahner Straße 232 | 1. Hälfte des 19. Jahrhunderts       | 5. Juni 1985      | 508             |
| weitere Bilder                                     | Wohnhaus                                           | Küllenhahn Spessartweg 33 Karte          | Wohnhaus Spessartweg 33, hierher transloziert. Ehemalige Adresse Hahnerberger Straße 12 | Ende des 17. Jahrhunderts            | 27. November 1985 | 652 Wikidata    |
| weitere Bilder                                     | Villa                                              | Küllenhahn Zur Kaisereiche 20 Karte      | | 1915                                 | 23. November 1990 | 1840            |
| Alter Grenzstein zwischen Cronenberg und Elberfeld | Alter Grenzstein zwischen Cronenberg und Elberfeld | Küllenhahn                               | Aufstellung an der Einmündung des Honigtaler Bachs in die Rutenbeck (knapp 100 Meter nordwestl. der Häuser Zur Kaisereiche 101 und 102)                                                                                           |                                      | 20. August 2003   | 2841            |

### Ausgetragene Baudenkmäler
| Bild           | Bezeichnung     | Lage                           | Beschreibung | Bauzeit | Eingetragen seit | Denkmal- nummer |
| -------------- | --------------- | ------------------------------ | --- | ------- | ---------------- | --------------- |
| weitere Bilder | Bahnhofsgebäude | Küllenhahn Harzstraße 21 Karte | Bahnhofsgebäude des Bahnhofs Küllenhahn. Es wurde wegen Befalls mit dem Echten Hausschwamm, der eine Sanierung unwirtschaftlich macht, aus der Denkmalliste gestrichen und zum Abriss freigegeben. | 1891    | 6. Januar 1992   | 1988 Wikidata   |